# Pierrefiche (Lozère)
Pierrefiche (okcitán nyelven Pèiraficha) község Franciaország déli részén, Lozère megyében. 2011-ben 165 lakosa volt.

## Fekvése
Pierrefiche a Margeride-hegység keleti oldalán fekszik, Châteauneuf-de-Randon-tól 9 km-re északkeletre, 1090 méteres (a községterület 1074-1285 méteres) tengerszint feletti magasságban, a Chapeauroux völgyében.
Délnyugatról Châteauneuf-de-Randon, északnyugatról Saint-Jean-la-Fouillouse, északról Chastanier, keletről Rocles; délről pedig Chaudeyrac községekkel határos.
A D988-as megyei út köti össze Châteauneuf-de-Randonnal, valamint Auroux-n keresztül Laval-Atgerral (18 km).
A községhez tartozik Le Bavès, Serre, La Vaissière, La Chaze és Aurouzet.

## Története
A falu a történelmi Gévaudan tartományban fekszik. Nevét egy menhirről kapta (pierre fichée). Egyházközségét 1249-ben említették először.

### Demográfia
| Év   | Lakosság |
| ---- | -------- |
| 1793 | 360      |
| 1851 | 375      |
| 1876 | 483      |
| 1901 | 519      |
| 1936 | 392      |

| Év   | Lakosság |
| ---- | -------- |
| 1946 | 267      |
| 1954 | 209      |
| 1962 | 220      |
| 1968 | 134      |

| Év   | Lakosság |
| ---- | -------- |
| 1975 | 156      |
| 1982 | 147      |
| 1990 | 123      |
| 1999 | 153      |
| 2010 | 164      |

## Nevezetességei
- A Saint-Privat-templom a 12. században épült román stílusban. Két kápolnája gótikus stílusú.

## Kapcsolódó szócikk
- Lozère megye községei